# Ruslan Pidgorni
Ruslan Vitàliovitx Pidgorni (en ucrainès Руслан Віталійович Підгорний; Vínnitsia, 25 de juliol de 1977) va ser un ciclista ucraïnès professional del 2002 al 2011, que va combinar el ciclisme en pista amb la carretera.
Del seu palmarès destaca un Campionat del món de Persecució per equips.

## Palmarès en pista
- 1998
  -  Campió del món en Persecució per equips (amb Oleksandr Fèdenko, Serhíi Matvèiev i Oleksandr Simonenko)
- 1999
  -  Campió d'Europa sub-23 en Persecució

### Resultats a laCopa del Món
- 2001
  - 1r a Pordenone, en Persecució per equips

## Palmarès en ruta
- 2000
  - Vencedor d'una etapa al Giro de la Vall d'Aosta
- 2001
  - 1r al Giro del Friül-Venècia Júlia
  - 1r a La Popolarissima
- 2003
  - 1r al Giro del Friül-Venècia Júlia i vencedor d'una etapa
- 2004
  - 1r al Giro del Medio Brenta
  - 1r al Giro del Casentino
- 2006
  - 1r al Trofeu Matteotti
- 2007
  - Vencedor d'una etapa al Brixia Tour
- 2008
  -  Campió d'Ucraïna en ruta
  - Vencedor d'una etapa a la Volta a Àustria

### Resultats al Giro d'Itàlia
- 2009. Abandona

### Resultats a la Volta a Espanya
- 2011. 101è de la classificació general